# Leonard (helgon)
Leonard, död 6 november 559, var en frankisk eremit, som föddes vid den frankiske kungen Klodvig I:s hov. Leonard vördas som helgon inom Romersk-katolska kyrkan och Anglikanska kyrkan.

## Biografi
Eftersom den äldsta kända biografin över Leonard skrevs fem hundra år efter hans levnad, är uppgifterna om hans liv mycket osäkra. Han skall ha varit av frankisk adlig börd. När Leonard hade vuxit upp begav han sig till Reims och blev där lärjunge åt ärkebiskopen Remigius av Reims. År 496 mottog han dopet och inträdde så småningom i klostret Micy i närheten av Orléans, sedan han nekat anta en utnämning till biskop. Efter en tid valde han att lämna klostret och bosätta sig i en eremithydda i Noblac, ett skogsparti i närheten av Limoges som kungen givit honom.

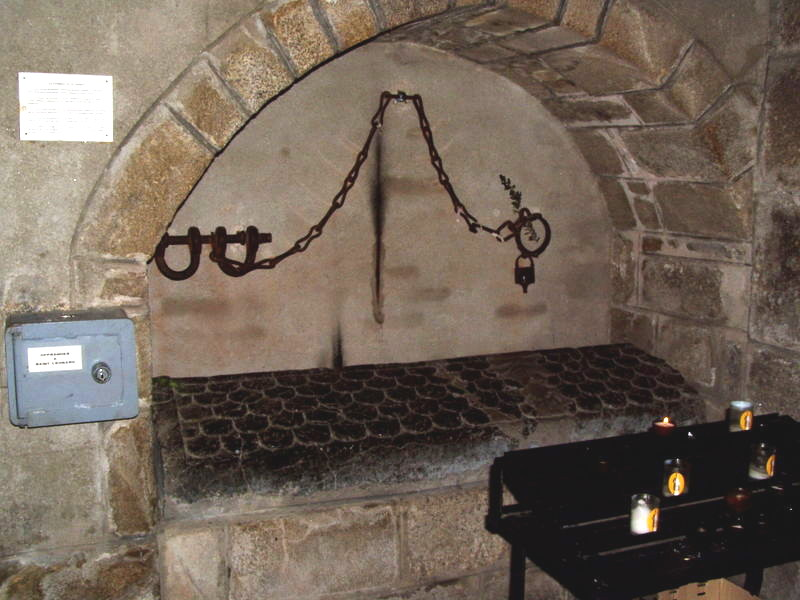
Sankt Leonards grav i kyrkan Saint-Léonard i Saint-Léonard-de-Noblat.

Enligt legenden kom många nödlidande och fattiga till Leonards hydda, och han gav dem tröst och råd. Leonards kärleksverksamhet riktade sig främst till fångar; han besökte dem och gav dem mat och själavård. Enligt legenden skall han ha förmått kungen att frige många av dessa fångar.
Leonard har fått sitt sista vilorum i kyrkan Saint-Léonard i kommunen Saint-Léonard-de-Noblat i Limousin i centrala Frankrike. Kulten av Leonard var mycket omfattande och utbredd i Europa från högmedeltiden, och det finns ett flertal kyrkor som helgats åt honom. Vid hans reliker, som tilldragit sig stora antal pilgrimer, skall mirakler ha skett.